# Leendert de Ridder
Leendert de Ridder (Krimpen aan de Lek, 8 februari 1990) is een Nederlands acteur en presentator. Hij is onder meer bekend van Mees Kees in de wolken, Mees Kees langs de lijn, Het Klokhuis, de TV Kantine, Ghost Rockers en van theatervoorstellingen.

## Biografie
Na zijn afstuderen aan de Amsterdamse Toneelschool & Kleinkunstacademie in 2012 kreeg De Ridder rollen in televisieseries en films als VRijland, Malaika, Het Klokhuis en Wonderbroeders. Ook speelde hij een rol in de Vlaamse tv-serie Ghost Rockers. De Ridder speelde de hoofdrol in de film Mees Kees langs de lijn, die bekroond werd met een Gouden Kalf. In het vijfde deel van de filmreeks, Mees Kees in de Wolken, en beide seizoenen van Mees Kees de serie speelt De Ridder eveneens de hoofdrol.
Verder speelde De Ridder in verscheidene toneelproducties, zoals Perenbomen bloeien wit van Theatergroep Kwatta en Bromance van Toneelgroep Oostpool. Daarnaast is hij ook bekend als presentator van de Mees Kees Kwis en De Buitendienst. Daarnaast presenteerde hij meerdere seizoenen van het programma De Faker.

## Filmografie

### Film
| Jaar | Titel                          | Rol                | Opmerkingen |
| ---- | ------------------------------ | ------------------ | ----------- |
| 2010 | Sterke verhalen                | Jonathan           | speelfilm   |
| 2013 | Uitgesproken                   | Tim                | korte film  |
| 2014 | Wonderbroeders                 | Jongen in rolstoel | speelfilm   |
| 2015 | Boys on Film 13: Trick & Treat | Tim                | korte film  |
| 2016 | Mees Kees langs de lijn        | Mees Kees          | speelfilm   |
| 2019 | Mees Kees in de wolken         | Mees Kees          | speelfilm   |
| 2024 | Mees Kees op eigen benen       | Mees Kees          | speelfilm   |

### Televisie
| Jaar       | Titel                            | Rol             | Opmerkingen               |
| ---------- | -------------------------------- | --------------- | ------------------------- |
| 2013       | Malaika                          | Martijn Donkers | 3 afleveringen            |
| 2013       | VRijland                         | Louis           | 68 afleveringen           |
| 2013-2014  | Efteling TV: Het mysterie van... | Milo Torenvalk  | 83 afleveringen           |
| 2015-2016  | Ghost Rockers                    | Robin           | 44 afleveringen           |
| 2017-2020  | Mees Kees                        | Mees Kees       | 48 afleveringen           |
| 2018       | De Mees Kees Kwis                | Presentator     | 10 afleveringen           |
| 2019       | De Slimste Mens                  | Kandidaat       | 3 afleveringen            |
| 2019       | De Buitendienst                  | Presentator     | 2 afleveringen            |
| 2020       | De TV Kantine                    | André Hazes jr. | persiflage, 1 aflevering  |
| 2022       | Het jaar van Fortuyn             | Arie Versluis   | 1 aflevering              |
| 2022       | Voor het blok                    | Deelnemer       | Samen met Sterre Koning   |
| 2022       | Waku Waku                        | Deelnemer       |                           |
| 2022-heden | De Faker                         | Presentator     |                           |
| 2024       | Say Whut!?                       | Deelnemer       | Samen met Marije Zuurveld |